# Месје 36
Месје 36 (М36) је расејано звездано јато у сазвежђу Кочијаш које се налази у Месјеовом каталогу објеката дубоког неба.
Деклинација објекта је + 34° 8' 27" а ректасцензија 5h 36m 17,7s. Привидна величина (магнитуда) објекта М36 износи 6,0. М36 је још познат и под ознакама NGC 1960 OCL 445.